# Kao the Kangaroo
Kao the Kangaroo est un jeu vidéo d'action-aventure développé et édité par Tate Interactive, sorti en 2001 sur Dreamcast et Windows. Il a été adapté par Titus Software sous la forme d'un jeu de plates-formes sur Game Boy Advance.

## Accueil
- Jeuxvideo.com : 15/20[1]